# Sussuapara
Sussuapara is een gemeente in de Braziliaanse deelstaat Piauí. De gemeente telt 5 759 inwoners (schatting 2009).